# Elevatotruncana
Elevatotruncana es un género de foraminífero planctónico de la Subfamilia Globotruncaninae, de la Familia Globotruncanidae, de la Superfamilia Globotruncanoidea, del Suborden Globigerinina y del Orden Globigerinida. Su especie tipo es Elevatotruncana eolita. Su rango cronoestratigráfico abarca desde el Campaniense medio hasta el Maastrichtiense inferior (Cretácico superior).

## Descripción
Elevatotruncana incluía especies con conchas trocoespiraladas planoconvexas; sus cámaras eran angulocónicas, y seleniformes en el lado espiral; sus suturas intercamerales eran curvadas, elevadas y nodulosas (carenas circumcamerales); su contorno era lobulado, y redondeando o subpoligonal; su periferia era angulosa, monocarenada, con carena nodulosa; su ombligo era muy amplio, ocupando a veces la mitad del diámetro de la concha, y rodeado por una hombrera umbilical; su abertura principal era interiomarginal, umbilical, protegida por un sistema de pórticos, que podían coalescer para formar una pseudotegilla que cubría la mayor parte del ombligo y que estaba provista de aberturas accesorias; presentaban pared calcítica hialina, macroperforada con baja densidad de poros, con la superficie lisa.

## Discusión
El género Elevatotruncana no ha tenido mucha difusión entre los especialistas. La mayor parte de sus especies son incluidas en el género Globotruncanita, del que se diferencia por la concha planoconvexa en vez de biconvexa. Algunos autores han considerado Elevatotruncana un subgénero de Globotruncanita, es decir, Globotruncanita (Elevatotruncana). Clasificaciones posteriores incluirían Elevatotruncana en la Superfamilia Globigerinoidea. Otras clasificaciones lo han incluido en la Subfamilia Reissinae.

## Paleoecología
Elevatotruncana, como Globotruncanita, incluía especies con un modo de vida planctónico, de distribución latitudinal cosmopolita, preferentemente subtropical a templada, y habitantes pelágicos de aguas intermedias a profundas (medio mesopelágico a batipelágico superior).

## Clasificación
Elevatotruncana incluye a las siguientes especies:
- Elevatotruncana andori †
- Elevatotruncana angulata †
- Elevatotruncana dalbiezi †
- Elevatotruncana elevata †
- Elevatotruncana eolita †
- Elevatotruncana pettersi †
- Elevatotruncana primitiva †
- Elevatotruncana subspinosa †